# FA Community Shield 2012
Lo FA Community Shield 2012 si è disputata domenica 12 agosto 2012 al Villa Park di Birmingham.
La sfida ha visto contrapporsi il Manchester City, campione d'Inghilterra in carica, ed il Chelsea, detentore dell'ultima FA Cup. Per il Manchester City si è trattata della seconda apparizione consecutiva alla competizione, mentre per il Chelsea è stata la sesta presenza nelle ultime otto edizioni.
A conquistare il trofeo è stato il Manchester City, che si è imposto per 3-2 grazie alle reti di Yaya Touré, Carlos Tévez e Samir Nasri. La squadra di Roberto Mancini è tornata a vincere il Community Shield dopo 40 anni.

## Partecipanti
| Squadre         | Qualificazione                           | Partecipazioni precedenti (il grassetto indica la vittoria) |
| --------------- | ---------------------------------------- | ----------------------------------------------------------- |
| Manchester City | Vincitore della Premier League 2011-2012 | 8 (1934, 1937, 1956, 1968, 1969, 1972, 1973, 2011)          |
| Chelsea         | Vincitore della FA Cup 2011-2012         | 9 (1955, 1970, 1997, 2000, 2005, 2006, 2007, 2009, 2010)    |

## Tabellino
| Arbitro: | Kevin Friend |

|                         |           |                                  |
| Torres 40’ Bertrand 80’ | Marcatori | 53’ Y. Touré 59’ Tévez 65’ Nasri |

| Chelsea | Manchester City |

### Formazioni
| P                 | 1  | Petr Čech          |       |     |
| D                 | 2  | Branislav Ivanović | 42’   |     |
| D                 | 4  | David Luiz         |       |     |
| D                 | 26 | John Terry         |       |     |
| D                 | 3  | Ashley Cole        | 62’   |     |
| C                 | 12 | Mikel John Obi     | 45+1’ |     |
| C                 | 8  | Frank Lampard      | 45+1’ |     |
| C                 | 7  | Ramires            | 32’   |     |
| C                 | 10 | Juan Manuel Mata   |       | 75’ |
| C                 | 17 | Eden Hazard        |       | 72’ |
| A                 | 9  | Fernando Torres    |       |     |
| A disposizione:   |    |                    |       |     |
| P                 | 22 | Ross Turnbull      |       |     |
| D                 | 24 | Gary Cahill        |       |     |
| D                 | 34 | Ryan Bertrand      | 80’   | 72’ |
| C                 | 5  | Michael Essien     |       |     |
| C                 | 16 | Raul Meireles      |       |     |
| A                 | 23 | Daniel Sturridge   | 75’   |     |
| A                 | 40 | Lucas Piazón       |       |     |
| Allenatore:       |    |                    |       |     |
| Roberto Di Matteo |    |                    |       |     |

| P               | 30 | Costel Pantilimon  | 80’ |     |
| D               | 15 | Stefan Savić       | 11’ | 46’ |
| D               | 4  | Vincent Kompany    | 49’ |     |
| D               | 5  | Pablo Zabaleta     |     |     |
| C               | 7  | James Milner       |     |     |
| C               | 34 | Nigel de Jong      |     |     |
| C               | 42 | Yaya Touré         |     |     |
| C               | 13 | Aleksandar Kolarov |     |     |
| C               | 8  | Samir Nasri        |     | 77’ |
| A               | 32 | Carlos Tévez       |     | 89’ |
| A               | 16 | Sergio Agüero      |     |     |
| A disposizione: |    |                    |     |     |
| P               | 63 | Eirik Johansen     |     |     |
| D               | 22 | Gaël Clichy        |     | 46’ |
| D               | 28 | Kolo Touré         |     |     |
| C               | 11 | Adam Johnson       |     |     |
| C               | 21 | David Silva        |     | 77’ |
| C               | 62 | Abdul Razak        |     |     |
| A               | 10 | Edin Džeko         |     | 89’ |
| Allenatore:     |    |                    |     |     |
| Roberto Mancini |    |                    |     |     |